# Good life
Albums de Takana Zion
Kakilambe
(2012) Ningué Férii
(2014)
Good life est le cinquième album de Takana Zion destiné au commerce international et sorti le 27 mai 2012,.